# Plectranthus parvifolius
Plectranthus parvifolius là một loài thực vật có hoa trong họ Hoa môi. Loài này được Talbot miêu tả khoa học đầu tiên năm 1897.